# Kapele
Kapele su naselje u Općini Brežice u istočnoj Sloveniji. Nalaze se u pokrajini Štajerskoj i statističkoj regiji Donjoposavskoj. 

## Stanovništvo
Prema popisu stanovništva iz 2002. godine Kapele su imale 210 stanovnika.

### Etnički sastav
1991. godina:
- Slovenci: 209 (96,8%)
- Hrvati: 6 (2,8%)
- Crnogorci: 1

## Vanjske poveznice
- Satelitska snimka naselja  Arhivirana inačica izvorne stranice od 29. srpnja 2017. (Wayback Machine)